# 布莱斯河畔锡雷
布莱斯河畔锡雷（法語：Cirey-sur-Blaise，法語發音：[siʁɛ syʁ blɛz]）是法国上马恩省的一个市镇，属于圣迪济耶区。

## 地理
布莱斯河畔锡雷（48°19'56"N, 4°56'26"E）面积16.44 平方千米，位于法国大東部大區上马恩省，该省份为法国东北部内陆省份，北起马恩省和默兹省，西接奥布省，西南接科多尔省，东南接上索恩省，东临孚日省。
与布莱斯河畔锡雷接壤的市镇（或旧市镇、城区）包括：阿尔南库尔、伯维尔、布吕默赖、布藏库尔、沙尔姆昂朗格勒、大沙尔姆、杜勒旺堡。

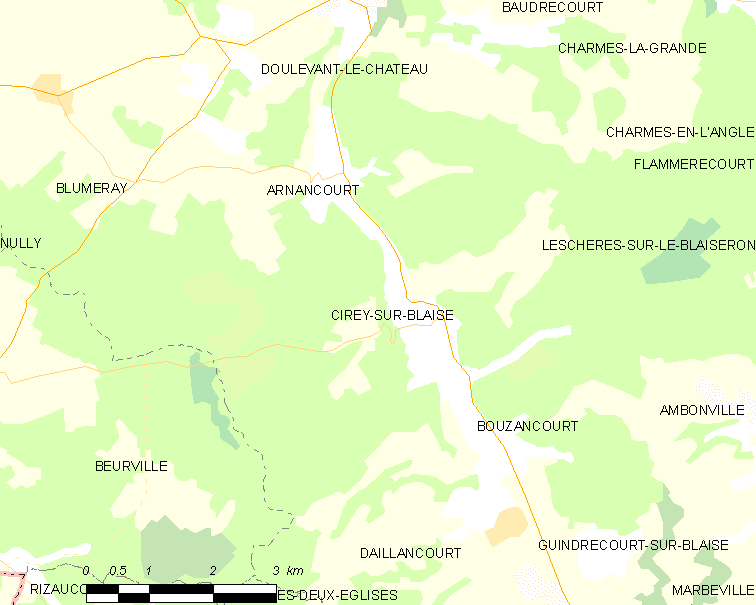
布莱斯河畔锡雷的OSM定位图

布莱斯河畔锡雷的时区为UTC+01:00、UTC+02:00（夏令时）。

## 行政
布莱斯河畔锡雷的邮政编码为52110，INSEE市镇编码为52129。

## 政治
布莱斯河畔锡雷所属的省级选区为茹安维尔县。

## 人口

1962-2008年间布莱斯河畔锡雷人口变化图示

布莱斯河畔锡雷于2022年1月1日时的人口数量为109人。